# Triton (riskkapitalbolag)
För andra betydelser, se Triton.
Triton är ett delvis Sverigebaserat riskkapitalbolag grundat 1997 av Peder Pråhl. Triton har kontor i Stockholm, Oslo, Köpenhamn, Frankfurt, London, Luxemburg och på Jersey. 
Triton investerar i bolag via investeringsfonder med en stor del av investeringarna i tyska företag. Ett av de mer uppmärksammade innehaven är delägandet i vårdbolaget Vardaga. Triton är eller har varit ägare i bolag som Alimak Hek, Rexroth Pneumatics GmbH, Bravida, Niscayah, Frigoscandia, Semper, Ovako Steel, Pharmacia Diagnostic, NVS Installation och Stenqvists. 
Tritons investerare består bland annat av offentliga och privata pensionsfonder, försäkringsföretag, banker och företag.  Även Inter Ikea har investerat i Triton.